# Dominus ac Redemptor
Dominus ac Redemptor (łac. Pan i Odkupiciel) – brewe papieża Klemensa XIV z dnia 21 lipca 1773, znoszące zakon jezuitów.
Klemens XIV stwierdza w nim, że działalność jezuitów spowodowała w licznych miejscach „bunty, rozruchy, waśnie i zgorszenia”, skutkiem czego królowie Francji, Hiszpanii, Portugalii i obojga Sycylii „zmuszeni byli zakonników tych zupełnie wydalić i wypędzić ze swych królestw i posiadłości”, a następnie zażądali całkowitego zniesienia Towarzystwa.
Jezuici najpierw zostali usunięci z Portugalii w roku 1759. Także we Francji wzbierała fala oburzenia na jezuitów, w wyniku której zjazd biskupów francuskich w 1761 roku domagał się przeprowadzenia reorganizacji zakonu. Jednak jezuici oparli się temu, zaś przełożony jezuitów, generał Lorenzo Ricci, wyrzekł wówczas pamiętne słowa: „Sint ut sunt, aut non sint” (musi istnieć, jak istnieje, albo nie istnieć).
Oburzenie sięgnęło zenitu wskutek skandalu finansowego ojca La Valette’a, przełożonego misji jezuickiej na Martynice. La Valette zaciągnął kredyt komercyjny na działalność handlową misji jezuickich, jednak nie był w stanie terminowo spłacić długu, który m.in. wobec pewnej spółki handlowej z Marsylii sięgał dwa i pół miliona ówczesnych franków. Generał Ricci także odmówił spłaty długu argumentując, że La Valette pogwałcił prawo zakonu, które zabraniało swym członkom prowadzenia interesów z pozycji zarządzającego lub partnera, wobec tego Towarzystwo nie ponosi za te długi odpowiedzialności. Spółka z Marsylii pozwała Towarzystwo do sądu, który nakazał Towarzystwu spłatę długów La Valette, jednak jezuici odwołali się do Parlamentu. Parlament wydał orzeczenie na niekorzyść jezuitów, a następnie (6 sierpnia 1762) dekret o wypędzeniu jezuitów z Francji, uznając ich działalność za szkodliwą dla interesów narodu.
W Hiszpanii intrygi jezuitów doprowadziły do antyrządowych rozruchów w Madrycie, które rząd stłumił, a następnie na mocy dekretu Karola III z dnia 1 kwietnia 1767 wypędził zakonników z Hiszpanii. Z Neapolu jezuitów wygnano w listopadzie 1767.
Dekret usuwający jezuitów z księstwa Parmy wydano w roku 1768. W tymże samym roku wielki mistrz zakonu kawalerów maltańskich Emanuel Pinto de Fonseca wypędził jezuitów z Malty.
Wkrótce potem zaczęto coraz silniej domagać się od papieża kasaty jezuitów. W roku 1772 Klemens XIV zamknął seminarium jezuickie w Rzymie, a następnie wszystkie ich domy i kościoły w krajach papieskich. Ostatecznym ciosem dla jezuitów było brewe Dominus ac Redemptor.
Fragmenty brewe:

[...] Nie ulega wątpliwości, że w tym, co do dobra i pomyślności Kościoła katolickiego najwięcej się przyczyniło, pierwsze niemal miejsce należy przyznać zakonom, z których na cały Kościół Chrystusowy zawsze spływało najwięcej chwały, pożytku i korzyści. Dlatego to Stolica Apostolska nie tylko je zatwierdzała i otaczała swą opieką, lecz również przyznała im wiele beneficjów, egzemcji, przywilejów i uprawnień, aby przez to zachęcić je i pobudzić do coraz większej pobożności, do kształtowania słowem i przykładem obyczajów wśród narodów, do zachowywania i utrwalania wśród wiernych jedności wiary. Lecz skoro do tego doszło, że któryś zakon nie przynosił już ludowi chrześcijańskiemu owych bogatych i pożądanych owoców i korzyści, dla których został założony, albo gdy zdawał się raczej szkodę przynosić i przyczyniał się bardziej do mącenia niż utrwalania pokoju narodów, wówczas ta sama Stolica Apostolska, która w zakładaniu zakonów swoją ofiarowała pomoc i swoją otoczyła je powagą, wcale nie wahała się nadać im nowych praw, przywrócić do pierwotnej surowości reguły, a nawet zupełnie znieść i usunąć.

Dalej papież podaje liczne przykłady wprowadzania ograniczeń w zakresie tworzenia nowych kongregacji zakonnych (wydane przez Innocentego III i Grzegorza X), ograniczania przywilejów (zakon pijarów) oraz kasaty zakonów, które powodowały niepokoje i problemy wewnątrz Kościoła (Templariusze, Humiliaci, Bracia Konwentualni Reformowani, Bracia Ambrozjańscy, Bazylianie Ormiańscy, Kongregacja Dobrego Jezusa, Kanonicy Regularni św. Jerzego z Algi, Hieronimici z Fiesole i Jezuaci św. Jana Kolumbana).
Następnie papież przechodzi do analizy powstania, rozwoju i aktualnego stanu Towarzystwa Jezusowego, przypominając nadane mu liczne przywileje oraz środki zaradcze celem rozwiązania problemów i konfliktów spowodowanych działalnością jezuitów. Papież stwierdza:

Z największą zaiste serca boleścią przekonaliśmy się, że wyżej wspomniane, jak też inne następnie zastosowane środki zaradcze pozostały bez żadnego niemal skutku i znaczenia dla usunięcia i odparcia tylu nieraz zamieszek, skarg i zażaleń przeciw Towarzystwu i że na próżno pracowali nad tym inni Nasi poprzednicy: Urban VIII, Klemens IX, X, XI i XII, Aleksander VII i VIII, Innocenty X, XI, XII i XIII i Benedykt XIV. [...]
Zastosowawszy więc tyle tak koniecznych środków, wsparci, jak ufamy, obecnością i natchnieniem Ducha Św., a także z obowiązku Naszego urzędu, który najściślej zobowiązuje Nas do wprowadzenia, popierania i umacniania pokoju i zgody w świecie chrześcijańskim i do usuwania w miarę sił wszystkiego, co by mu najmniejszą nawet szkodę przynieść mogło, dalej, ponieważ przekonaliśmy się, że wspomniane Towarzystwo Jezusowe nie może już przynosić owych obfitych owoców i wszechstronnych korzyści, dla których zostało założone, zatwierdzone i wieloma przywilejami obdarzone przez tylu Naszych poprzedników [...] – po dojrzałym namyśle, zupełnie świadomie i w pełni apostolskiej władzy wspomniane Towarzystwo znosimy i kasujemy.
Znosimy i uchylamy wszystkie i poszczególne jego obowiązki, powinności i funkcje, domy, szkoły, kolegia, szpitale, gimnazja i wszelkie placówki w jakimkolwiek kraju, królestwie i państwie istniejące i w jakikolwiek sposób z nim związane, jego ustawy, obyczaje, zwyczaje, dekrety, postanowienia, przysięgą nawet, apostolską aprobatą albo w inny sposób zatwierdzone, znosimy również wszystkie i poszczególne przywileje oraz indulty ogólne i szczególne, których treść należy uważać za dokładnie i dostatecznie tutaj wyrażoną, tak jakby były słowo w słowo zamieszczone w niniejszym brewe i opatrzone wszelkimi możliwymi formułami, klauzulami unieważniającymi, pieczęciami i dekretami.
Oznajmiamy przeto, że na zawsze ustaje i całkowicie zniesiona jest wszelka władza generała, prowincjałów, wizytatorów i wszystkich innych zwierzchników tego Towarzystwa tak w sprawach duchownych, jak doczesnych, jurysdykcją tę i władzę w całości przenosimy na miejscowych biskupów stosownie do okoliczności i osób i pod niżej podanymi warunkami. [...]